# Villa Santa Margherita (Ancona)

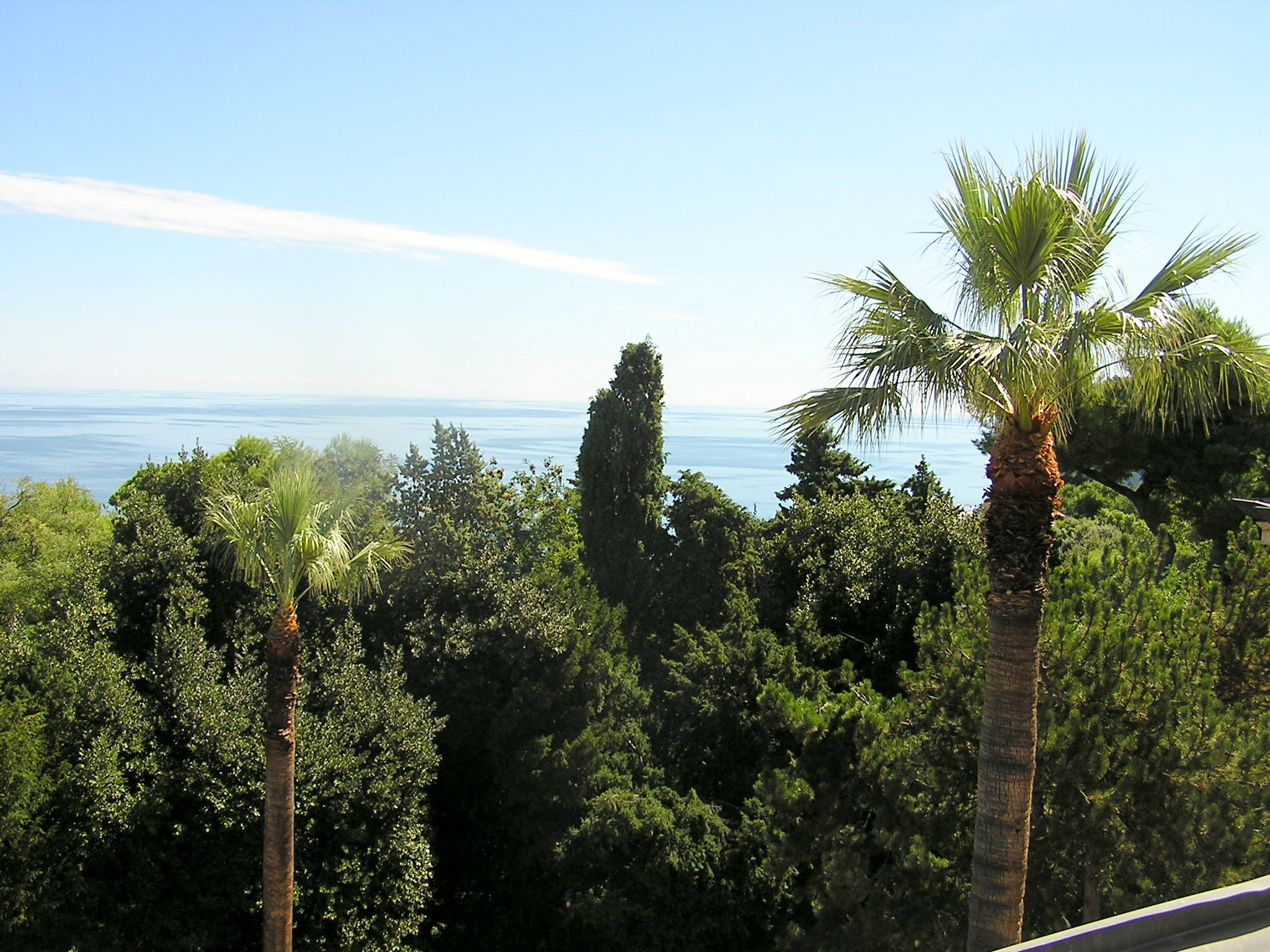
Veduta del giardino verso il mare

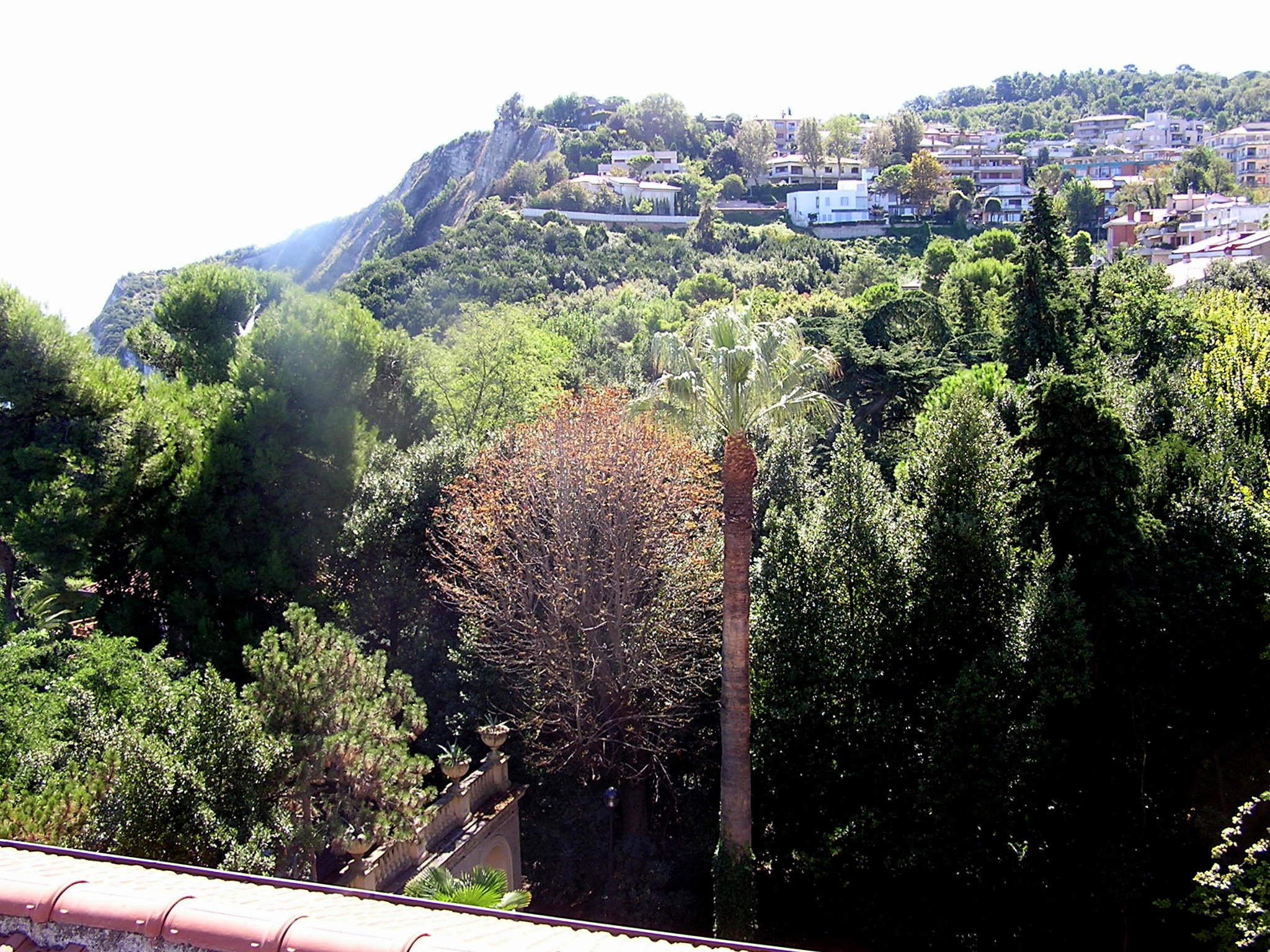
Veduta del giardino verso Monte Santa Margherita

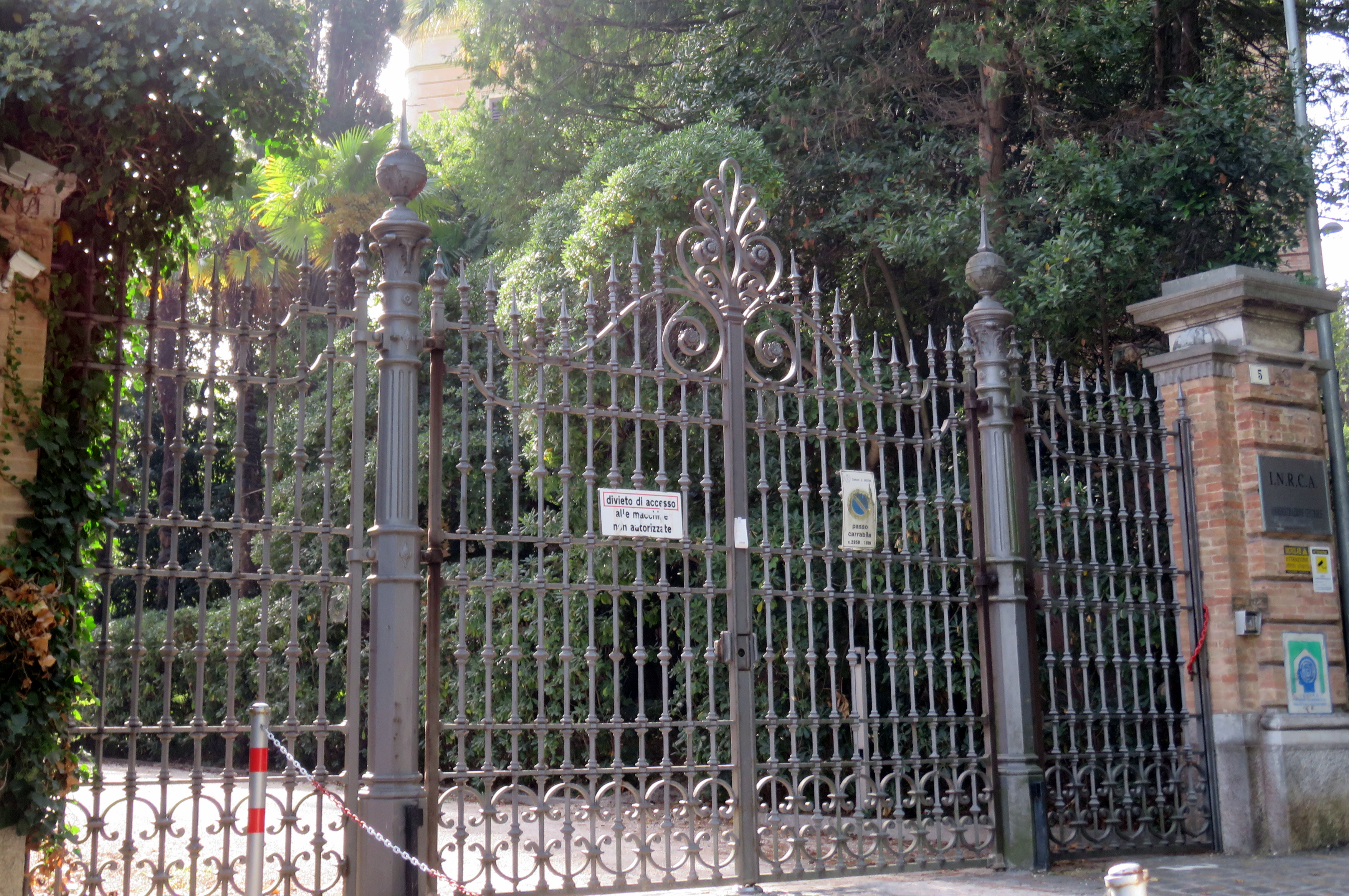
Cancellata d'ingresso su via Santa Margherita

Villa Santa Margherita, con il suo suggestivo giardino, fusione tra parco romantico mediterraneo e giardino all'italiana, ricco di alberi monumentali, nacque come residenza signorile nell'Ottocento ed è ora la sede dell'Istituto nazionale ricovero e cura anziani (INRCA). È nota anche con i nomi di Giardino dei Frati, Villa Almagià e Villa Gusso. Villa e giardino sono tutelati come beni culturali.

## Localizzazione
Si trova ad Ancona, nel rione del Passetto, sulle pendici orientali di Monte Pelago ed è confinante con il Parco del Passetto. L'accesso principale al giardino è sulla via omonima; si può entrare nel parco anche attraverso l'ingresso secondario di via Thaon de Revel.

## Il nome
La denominazione "Villa Santa Margherita" è quella testimoniata storicamente, come risulta dalla carta dell'Istituto Geografico Militare del 1892.
La denominazione "Giardino dei Frati" ricorda il periodo in cui la villa fu convento dei Frati Minori, ultimi proprietari prima dell'acquisto da parte dell'INRCA; in questo lasso di tempo, durato dal 1957 alla fine degli anni settanta, il giardino fu di accesso pubblico e ciò permise il diffondersi della denominazione.
Le denominazioni "Villa Gusso" e "Villa Almagià" si riferiscono a due dei proprietari che si sono susseguiti nella storia della villa, di cui non furono né i costruttori, né gli ultimi a possederla prima della cessione all'INRCA, attuale proprietaria.

## Storia
Nel Settecento, prima della costruzione della villa attuale, sorgeva sul luogo la dimora di campagna della famiglia Van Der Goes-Giovannelli, cui era annessa l'antica chiesa di Santa Margherita, da cui derivò il nome della via omonima, di un acquedotto sotterraneo e successivamente anche quello della villa e del colle. L'edificio sacro subì danni durante l'assedio del 1799 e oggi ne resta solo un frammento scultoreo di una polifora, conservato nel Museo Diocesano.
Il nucleo della villa attuale, con il suo parco, sorse intorno al 1886. Nei primi anni si susseguirono due proprietà: Pennacchietti e Foschini, sino a che, nel 1889, divenne la dimora della famiglia Almagià, della comunità ebraica cittadina; la data "1896", che si legge sulla facciata laterale, dovrebbe dunque indicare il termine di lavori di miglioramento, che hanno portato la villa all'aspetto attuale, salvo l'ultimo piano, aggiunto successivamente.
Dopo la Prima guerra mondiale fu venduta da Davide Almagià al dott. Achille Guglielmi, appartenente alla stessa comunità e fondatore del reparto di maternità dell'ospedale Umberto I°. Nel 1938, in seguito alle leggi razziali, venne cacciato dall'Ordine dei medici della città, di cui era presidente, e gli fu proibito risiedere ad Ancona. Nel 1942, per questi motivi, dovette vendere Villa Santa Margherita. Durante l'occupazione tedesca, il 7 gennaio 1944, la moglie Elsa Zamorani e il figlio Gino furono arrestati; poco prima, venuto a conoscenza dell'imminente arresto dei suoi familiari, morì di crepacuore. La moglie e il figlio furono deportati nel campo di sterminio di Auschwitz, dove trovarono la morte. Per ricordare la tragedia, davanti al cancello della villa ci sono tre pietre d'inciampo.
La proprietà passò alla famiglia Gusso, di origine fiorentina, che sopraelevò l'edificio di un piano.
Nel 1957 diventò sede del convento dei Frati Minori, che erano assidui nella cura della vegetazione e in particolare degli agrumi e della potatura a forma di cono dei grandi tassi. Nel periodo in cui la villa fu sede del convento, durato sino al 1973, il parco fu aperto al pubblico e chiamato comunemente "Giardino dei Frati". Nella cappella del convento gli abitanti dei dintorni frequentavano la messa e si celebravano matrimoni. Dopo il terremoto del 1972, i frati ospitarono nel giardino le tende dei cittadini che non potevano ancora rientrare nelle loro case.
Nel 1964, furono occasionalmente ritrovate nei pressi dell'angolo sud-est dell'edificio, due tombe di età ellenistica.
Dopo la fine degli anni settanta del Novecento, la villa attraversò un lungo periodo di abbandono e di chiusura; nonostante ciò, il giardino era frequentato dai ragazzini della zona, che vi andavano a giocare.
Infine, divenne la sede centrale dell'Istituto nazionale ricovero e cura anziani (INRCA). Nel 1997 fu inaugurato un centro diurno per malati di Alzheimer, che trovano giovamento nello svolgere attività negli spazi del giardino.

## Il giardino
Il giardino della villa è un notevole esempio di fusione tra parco romantico mediterraneo e giardino all'italiana e tra la vegetazione sorgono elementi architettonici e fontane, come è tipico dei giardini marchigiani di fine Ottocento. Molti alberi hanno dimensioni monumentali. Il giardino ospita una colonia spontanea di scoiattoli neri (Sciurus vulgaris ssp. fuscoater).
Si possono nel giardino distinguere varie zone, descritte di seguito.
Superato il grande cancello d'ingresso in ghisa, la prima zona che si incontra  è attraversata da un viale bordato da palme della Cina, con cipressi e pini neri in secondo piano.
Il viale di palme conduce ad un piazzale in ghiaino, dominato dal prospetto principale dell'edificio; è caratterizzato da gruppi di palme di San Pietro, da cespugli di pittospori e da esemplari monumentali di palme della California e di tassi; sotto alle chiome di questi ultimi si nasconde un ginkgo.
La zona orientale è attraversata da un viale di pini domestici, che scende all'edificio del belvedere. Tutta la zona è occupata da un fitto boschetto di roverelle e allori; la stessa terrazza del belvedere si affaccia dentro alle chiome degli alberi. I pendii sono decorati con rocce di gesso cristallino.
Il prospetto laterale dell'edificio si affaccia su un prato, a cui si accede tramite una larga e breve scalinata. La zona erbosa al centro ospita una vasca circolare per la coltivazione delle ninfee; è delimitata da un'aranciera e da una quinta architettonica ad arcate con vasi di agave sulla sommità. Una palma della California, con la sua altezza, domina il prato, bordato da grandi ippocastani e tigli. Nascosto tra le chiome di questi alberi, cresce un bosso di cinque metri, altezza insolita per questa specie. Nei pressi, a ridosso del muro di cinta su via S. Margherita, una fontana in roccia carsica e stalattiti imita una sorgente naturale; sullo stesso muro, si trova l'accesso ad una grotta artificiale, ora chiuso. Sino alla fine degli anni settanta, grandi vasi di agrumi erano posti nel prato intorno alla vasca durante la bella stagione, e poi ricoverati nell'aranciera durante l'inverno.
Dal prato si accede alla zona meridionale del giardino, attraversata da un singolare viale di tigli potati a candelabro; tra la fitta vegetazione ad allori che cresce intorno al percorso, emergono un cedro del Libano ed una magnolia. Sotto alle chiome si trova un bersò con colonne in ghisa e ricoperto di rose rampicanti. Il viale termina con una fontana in roccia di gesso cristallino; anch'essa imita una sorgente naturale. A destra della fontana parte un sentiero che attraversa un boschetto di allori e lecci, con sottobosco di edera..
Dopo l'ultimo cambio di proprietà, il giardino ha perso molte caratteristiche originarie: sono stati eliminati i vasi di agrumi; il viale di tigli è stato sottoposto a potature malfatte che hanno portato alla morte di molti esemplari; i perimetri delle aiuole, prima in roccia di gesso cristallina, come tradizione della città, sono stati sostituiti con cordoli di pietra bianca; la vasca è ormai priva dei pesci e delle ninfee che la caratterizzavano. Le fontane sono inattive e in estremo degrado, così come il bersò, tanto che oggi risulta quasi impossibile riconoscere questi elementi. Le rocce di gesso 
a sostegno dei pendii e le stalattiti della fontana sono quasi tutte state rimosse. I lampioni artistici in ghisa, che originariamente davano luce ai sentieri per mezzo del gas illuminante, già da tempo inattivi ma ancora presenti, sono stati rimossi e accatastati nei pressi del pozzo coperto. I tigli del viale soffrono ancora per le potature drastiche effettuate anni fa e gli ippocastani sono gravemente infestati dalla Cameraria ohridella.
Note positive sono invece il restauro delle costruzioni situate dentro al parco, tra cui il belvedere (nel 1995), il restauro conservativo dell'antico muro di cinta (nel 2014) e l'arrivo di una colonia di scoiattoli neri (Sciurus vulgaris ssp. fuscoater) che si è installata nella fitta vegetazione.

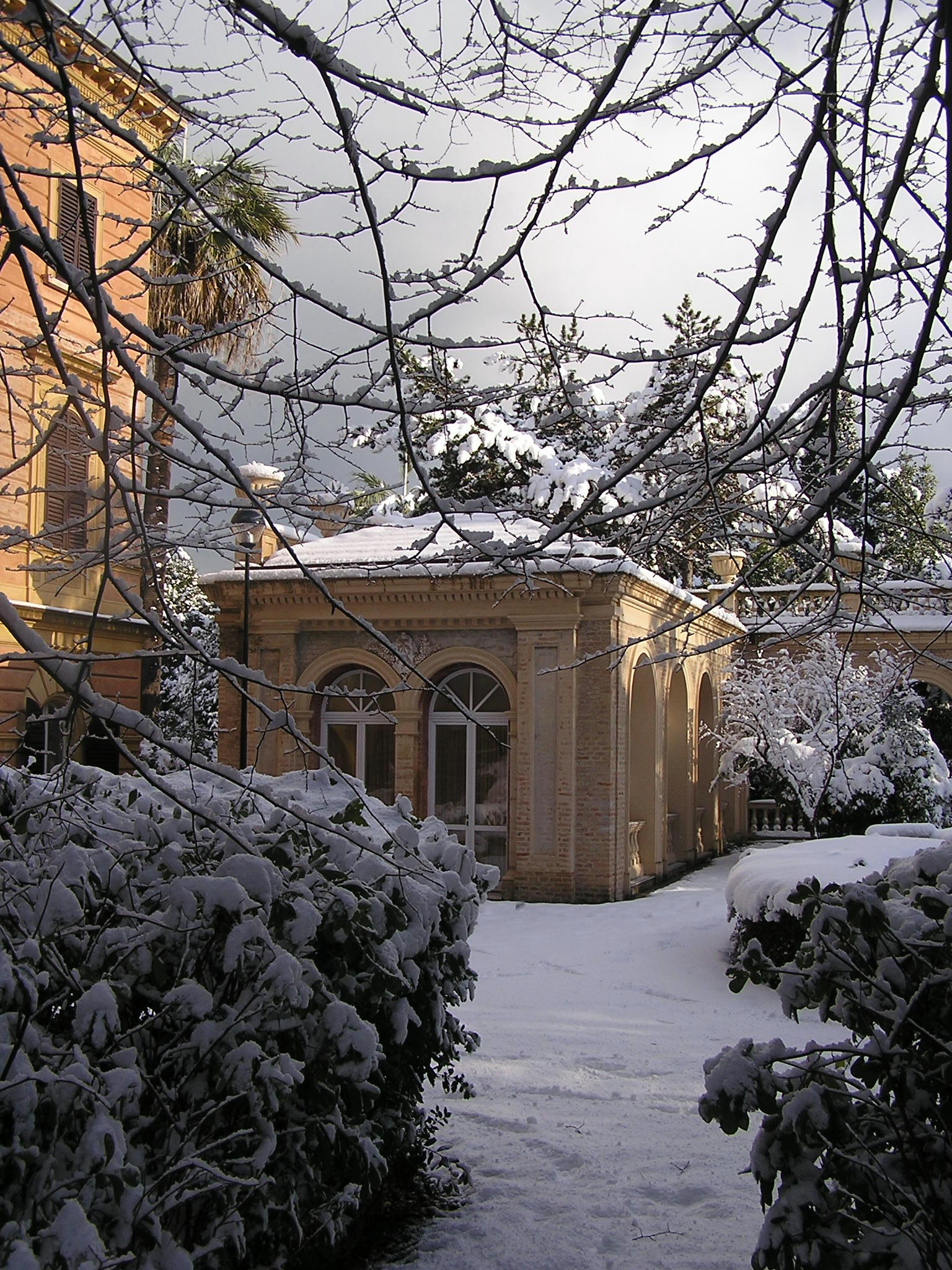
L'aranciera sotto la neve
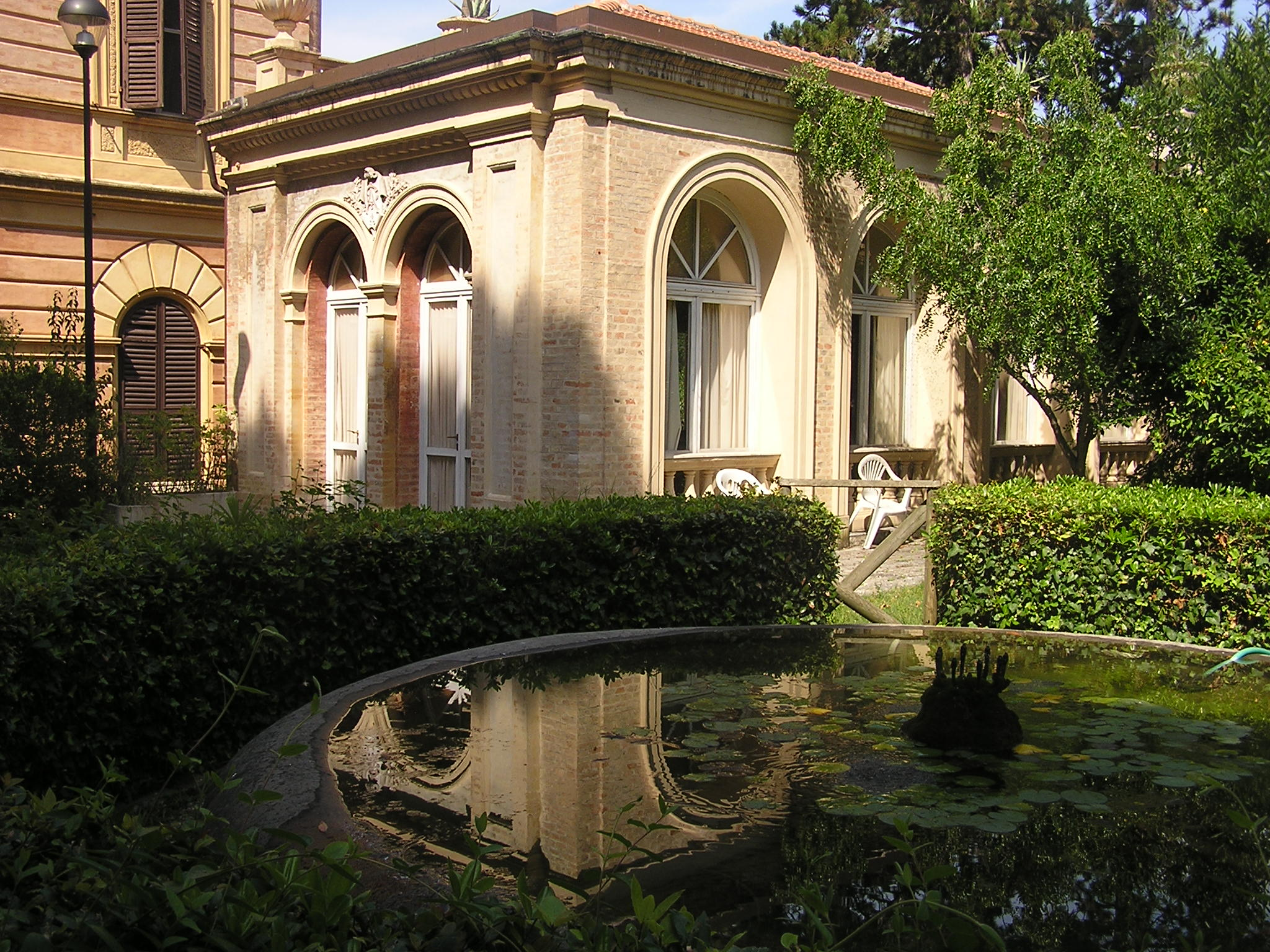
L'aranciera che si specchia nella vasca delle ninfee
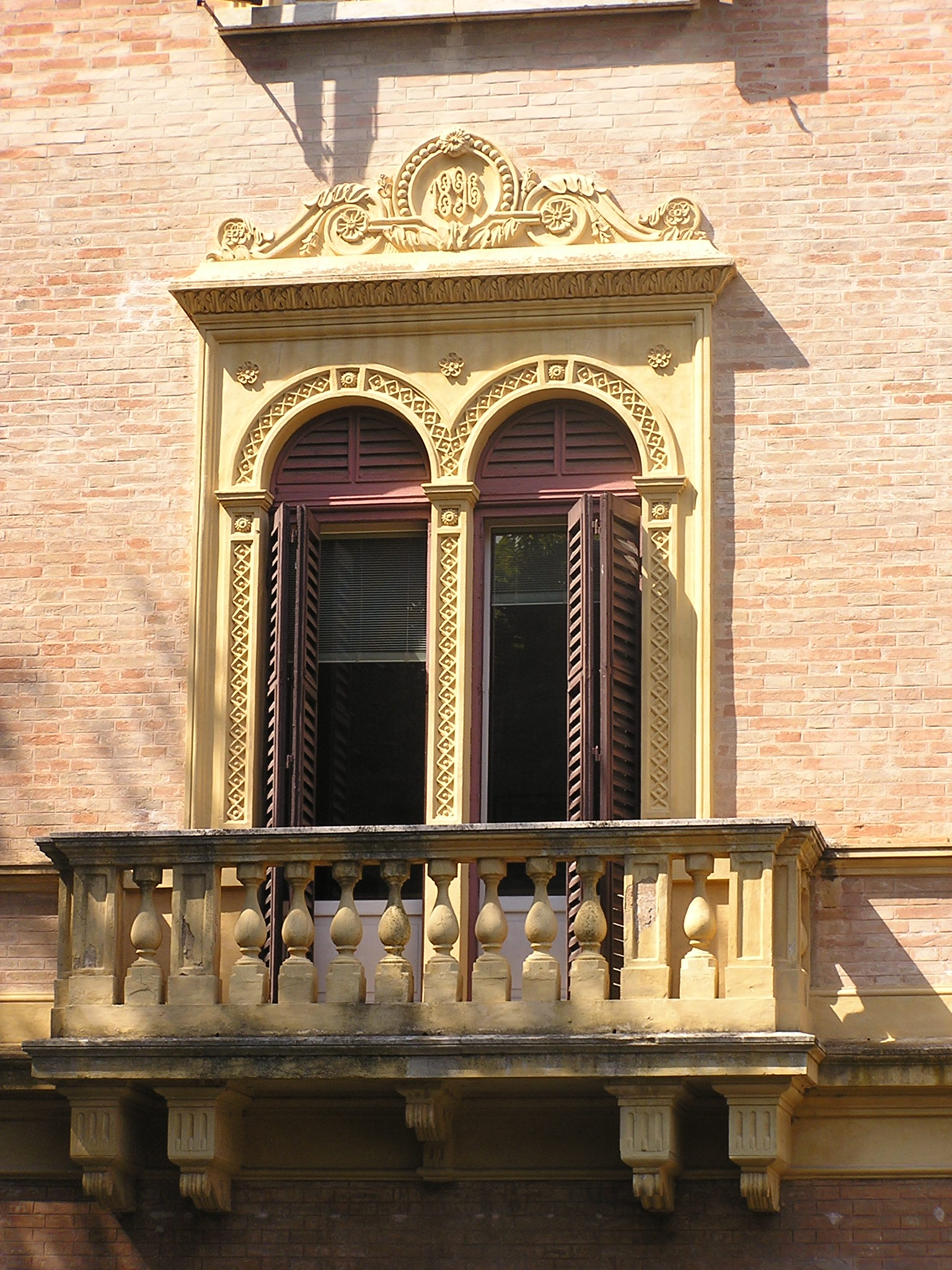
Su una bifora si legge la data "1896"
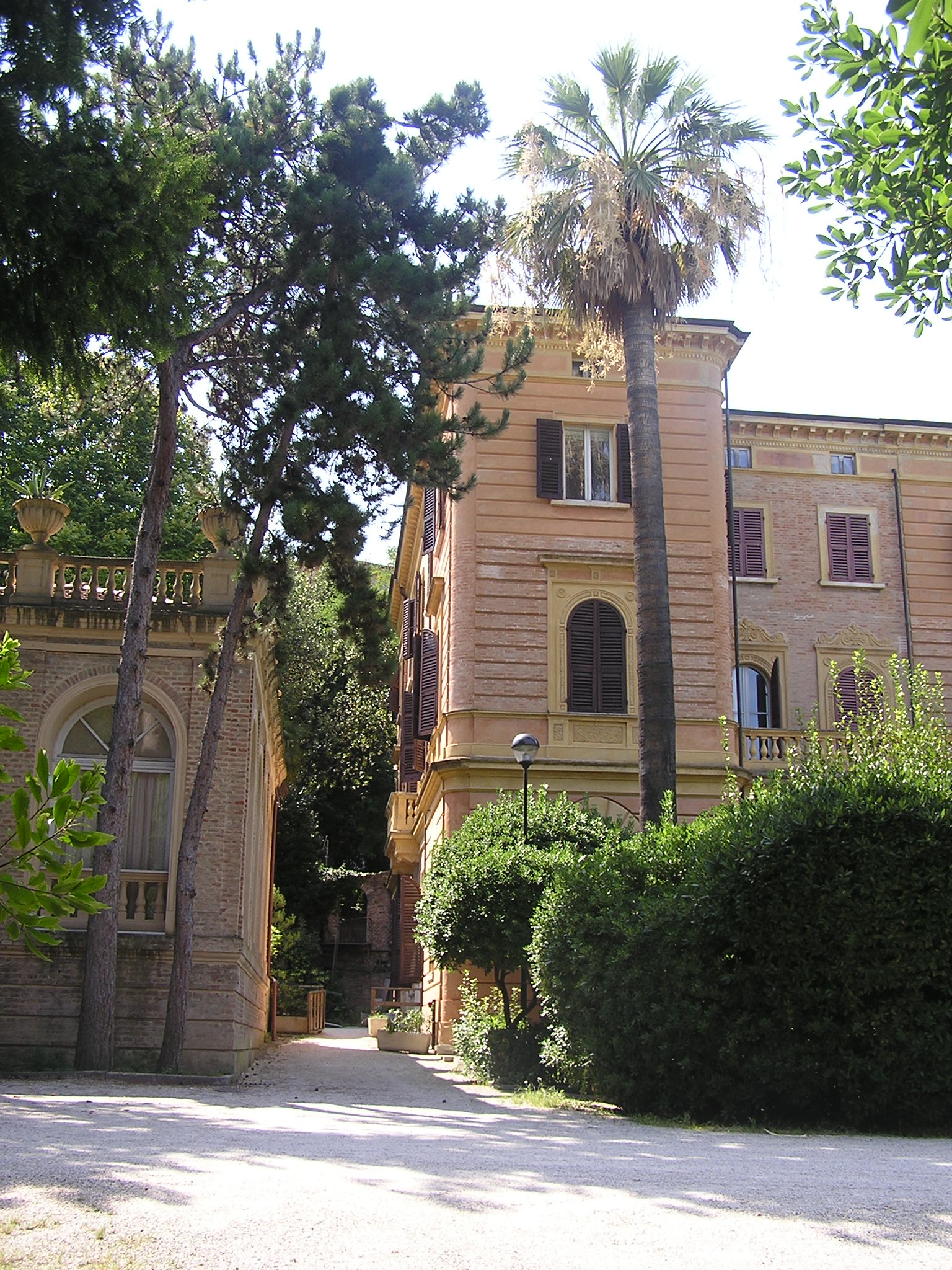
Scorcio con un esemplare secolare di palma della California
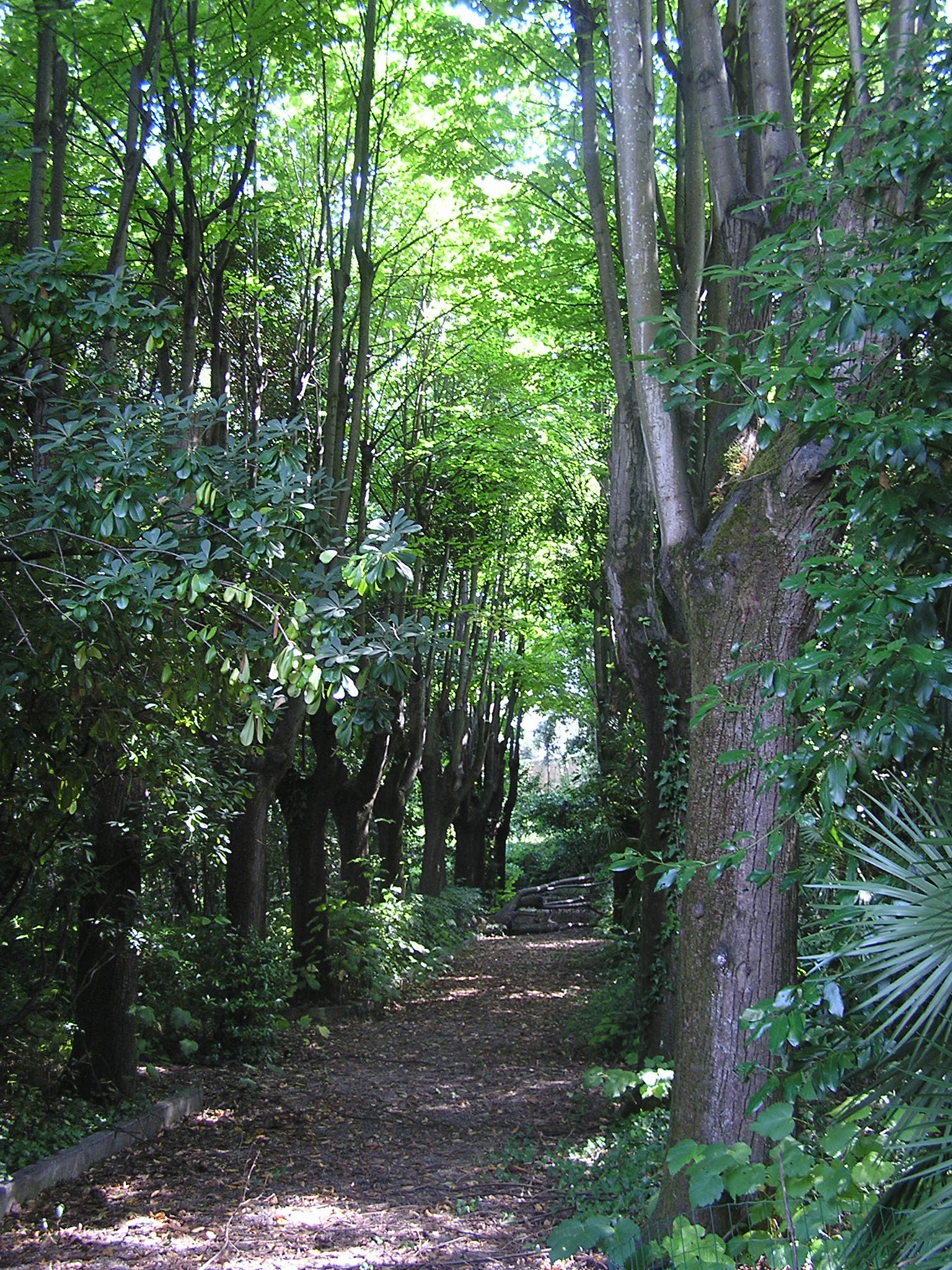
Il viale di tigli potati a candelabro

## L'edificio
Il prospetto principale dà verso il giardino ed è caratterizzato da un porticato, sopra il quale una terrazza panoramica si affaccia verso il mare, che si intravede tra la fitta vegetazione. Su via Santa Margherita si affaccia invece il prospetto laterale.
Nell'interno è notevole la scalone principale, decorato nelle pareti da dipinti di arte floreale, raffiguranti putti in scene di vita campestre, una donna che suona la cetra ed un'altra in atteggiamento riflessivo.

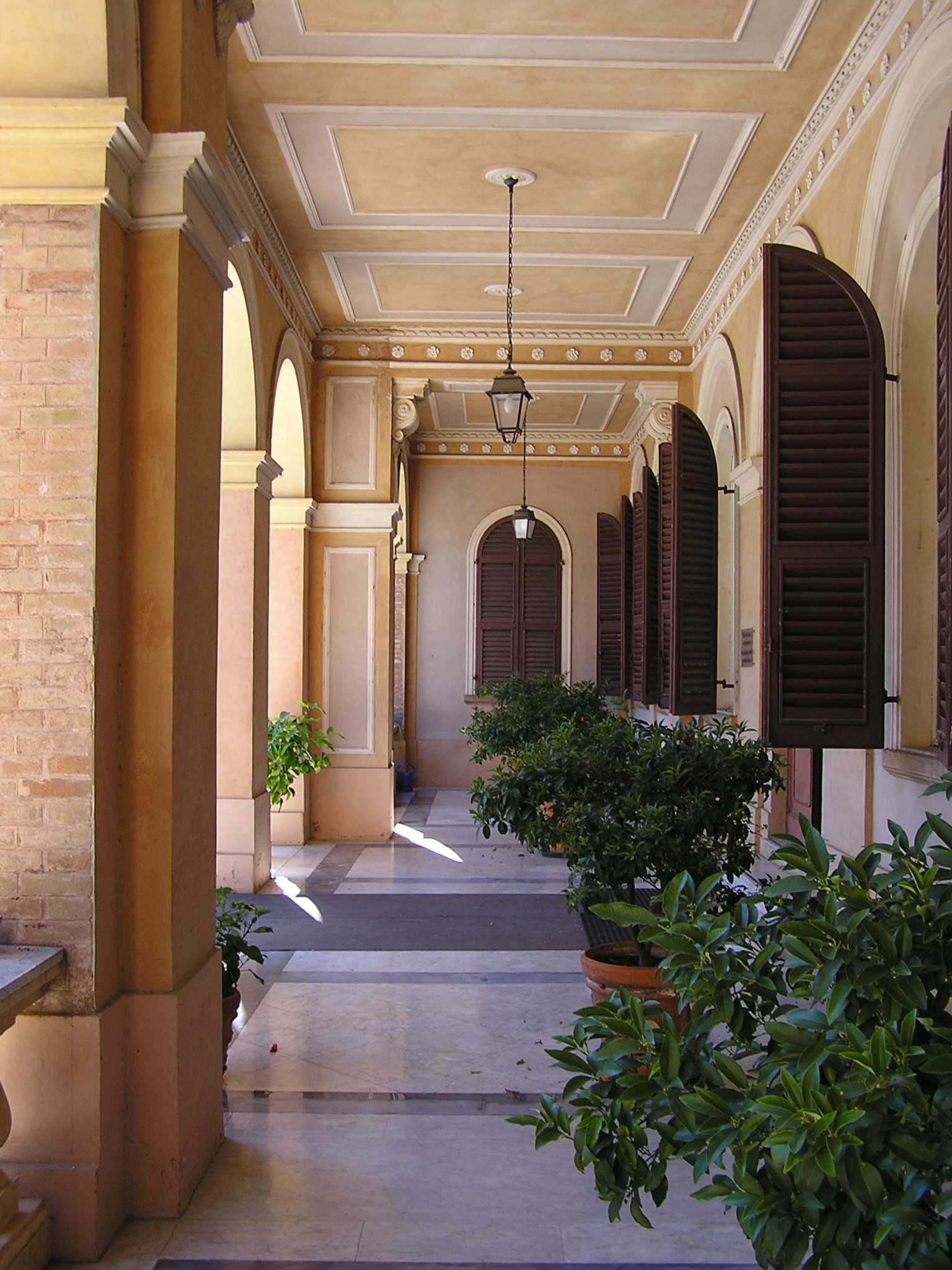
Il portico del prospetto principale
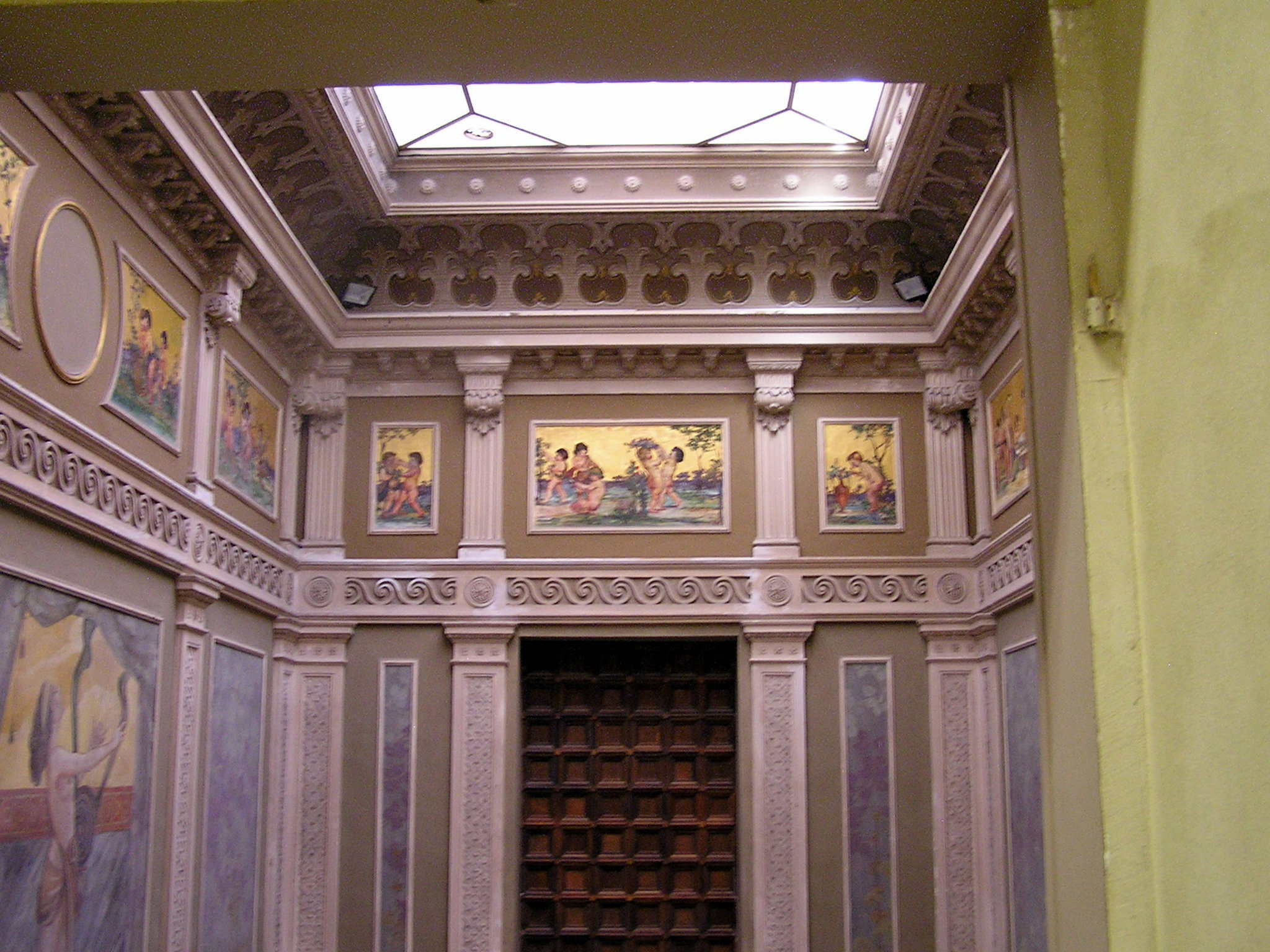
Scala principale: Putti in scene di vita campestre
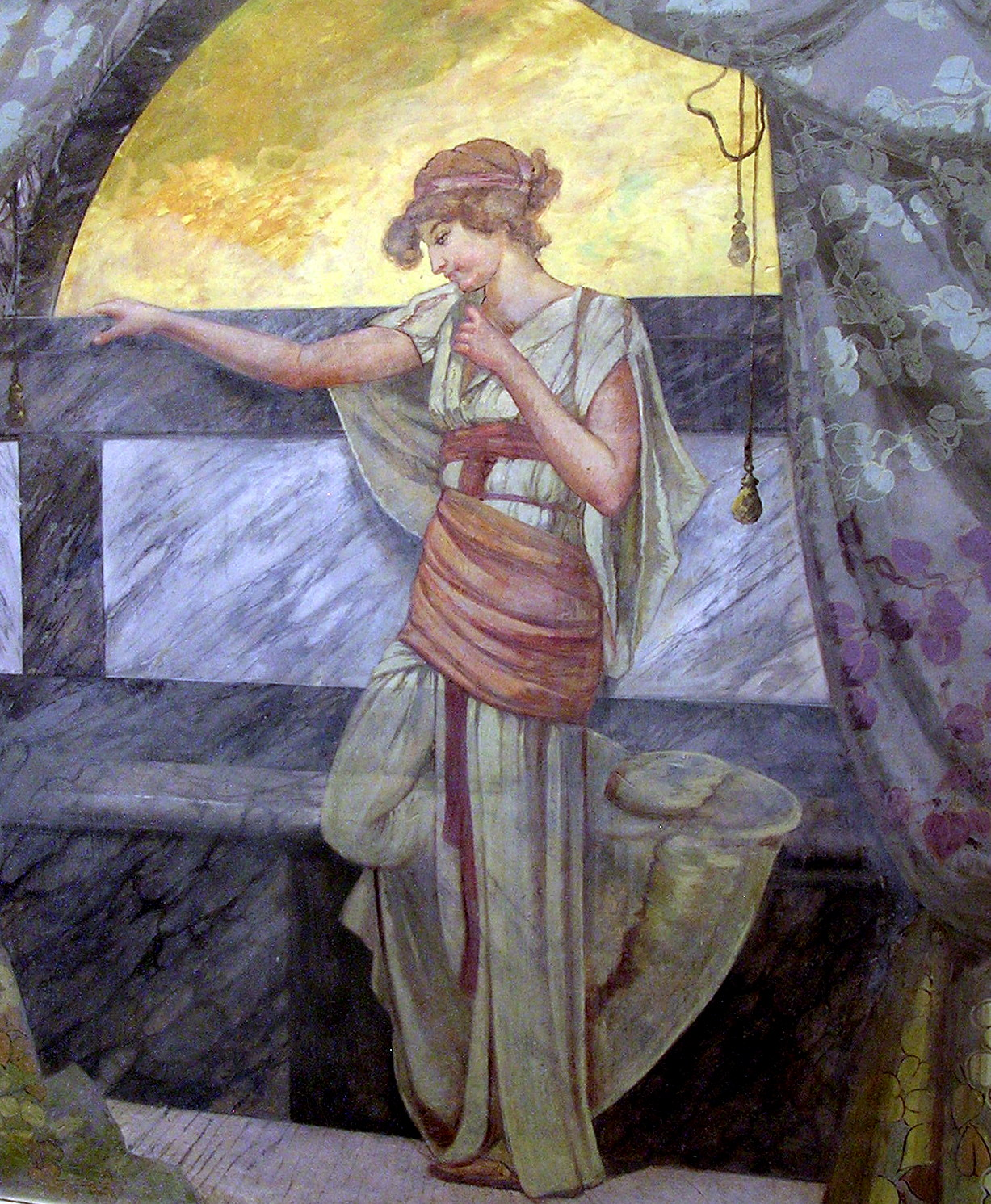
Scala principale: Donna che riflette
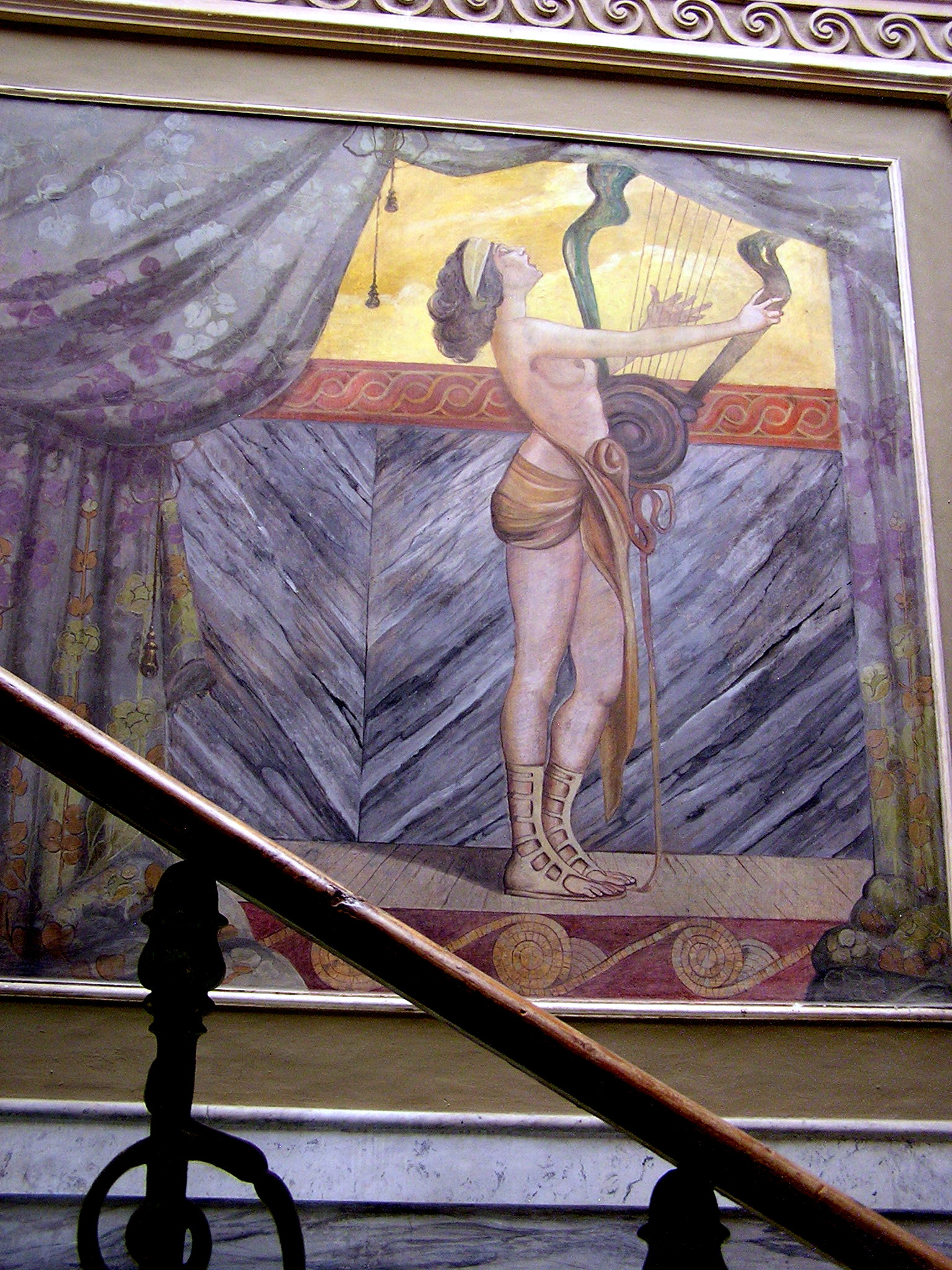
Scala principale: Suonatrice di cetra